# Читинский областной комитет КПСС
Читинский областной комитет КПСС —  высший орган регионального управления структур КПСС на территории Читинской области. Существовал в марте–декабре 1934 года и с сентября 1937 по август 1991 года. До 1990 года являлся ведущим политическим органом управления областью. Располагался в областном центре — городе Чите.

## Структура и формирование
Высшим руководящим партийным органом на территории области являлась областная партийная конференция, проводимая раз в несколько лет. Конференция избирала областной партийный комитет (обком), который на своих пленумах избирал членов бюро и первого секретаря обкома КПСС.
Для своей организационной деятельности и курирования отдельных отраслей народного хозяйства и общественной жизни области в структуре обкома существовали секретариат и различные отделы (идеологический, промышленности, сельского хозяйства, организационно-партийной работы и другие). Подчинёнными обкому структурами на местах являлись городские и районные комитеты КПСС (горкомы и райкомы), число которых соответствовало административно-территориальному делению Читинской области.

## История
По Постановлению ЦИК СССР от 5 марта 1934 года принято решение о создании Читинской области в составе Восточно-Сибирского края . В этом же месяце было создано Организационное бюро Восточно-Сибирского краевого комитета ВКП(б) по Читинской области, первым секретарём которого стал Голюдов, Семён Тимофеевич. 29 ноября 1934 года Оргбюро было упразднено Приказом НКВД СССР № 001. Голюдов Семён Тимофеевич стал первым секретарём Читинского областного комитета ВКП(б). Читинский обком ВКП(б) в 1934 году работал под руководством Восточно-Сибирского крайкома ВКП(б). Осуществлял партийное руководство социально-экономическим и культурным строительством в области, руководил райкомами. 7 декабря 1934 года Читинская область была упразднена по постановлению Президиума ВЦИК. Районы Читинской области были переданы в непосредственное подчинение Восточно-Сибирскому краю
5 декабря 1936 года Восточно-Сибирский край был упразднён, территория разделена между Восточно-Сибирской областью и Бурят-Монгольской АССР. Восточно-Сибирская область была разделена на Иркутскую и Читинскую область по постановлению ЦИК СССР от 26 сентября 1937 года. В составе Читинской области с центром в городе Чите был образован Агинский Бурят-Монгольский национальный округ. 16 октября 1937 года создано Организационное бюро ЦК ВКП(б) по Читинской области первым секретарём которого стал  Муругов, Иван Васильевич , ранее работавший уполномоченным Комиссии партийного контроля при ЦК ВКП(б) по Восточно-Сибирскому краю - области, вторым секретарём стал  Шутылёв, Михаил Ефимович. В 10-16 июня 1938 года на I Читинской областной партийной конференции ВКП (б) был избран Читинский областной комитет ВКП(б). Первым секретарём Читинского обкома ВКП(б) был избран Муругов Иван Васильевич.
13 октября 1952 года Читинский обком ВКП(б) был переименован в Читинский областной комитет КПСС в соответствии с Постановлением XIX съезда ВКП(б).
После ноябрьского (1962 года) Пленума ЦК КПСС была произведена перестройка партийных органов по производственному принципу в соответствии с постановлением «О перестройке партийных организаций по производственному принципу». В январе 1963 года состоялись первые конференции промышленного и сельского обкомов КПСС. Ноябрьский (1964 г.) Пленум ЦК КПСС отменил решение о разделении региональных партийных органов. В ноябре 1964 года на состоявшейся областной партийной конференции был избран единый Читинский областной комитет КПСС.
В своей деятельности обком подчинялся ЦК КПСС. Осуществлял руководящую роль в организации общественно-политической, культурной, хозяйственной жизни области.
После отмены в марте 1990 года 6-й статьи Конституции СССР о руководящей роли КПСС в обществе политическое влияние компартии в стране начало неуклонно снижаться. Основные функции обкома в этот период - организационно-методическая, информационно-аналитическая, консультационная, социологическая. Главенствующую руководящую роль заняли Съезд народных депутатов СССР и Верховный Совет СССР. Подобные процессы были характерны и для регионов страны, где на первый план вышли местные Советы.
1 ноября 1990 года Читинский обком КПСС был преобразован в Читинский областной комитет компартии РСФСР.
23 августа 1991 года после приостановки деятельности КПСС Читинский обком прекратил своё существование.

## Деятельность в 1937—1988 годах
Задачей выборных руководящих органов — областного комитета партии, исполнительных — пленума, бюро, комиссий, контрольных — комиссии партийного контроля при обкоме КПСС и их рабочего аппарата — отделов являлась организация разработки и внесения предложений по содержанию социально-экономической политики на сессии областного Совета народных депутатов и в его президиум, взаимодействия с общественно-политическими организациями, исполнения постановлений вышестоящих партийных органов и собственных решений, решения вопросов своей структуры и кадровой политики.
В 1937—1988 гг. в структуру обкома входили отделы, отвечающие за:
- общее делопроизводство (особый сектор, общий);
- организационно-партийную и кадровую работу (руководящих партийных органов, организационно-инструкторский, организационно-партийной работы);
- идеологическую работу (пропаганды и агитации, идеологический с Домом политпросвещения;
- сельскохозяйственный;
- в 1939—1948 гг. работал военный отдел.

В соответствии с решениями XVIII съезда (март 1939 г.) и XVIII конференции ВКП(б) (февраль 1941 г.) с 1940 г. в зависимости от структуры народного хозяйства области на конкретный период образовывались и курировали свои направления отраслевые отделы:
- промышленности (1940—1948, 1975—1978 гг.), тяжелой промышленности (1949—1953 гг.);
- топлива и энергетики (1940—1947 гг.);
- цветной металлургии (1940—1947 гг.);
- транспорта (1940—1943, 1949—1952 гг.), транспорта и связи (1944—1947, 1975—1988 гг.);
- лесной промышленности (1940 — 1947 гг.);
- строительства (1965—1988 гг.);
- лёгкой промышленности (1948—1953 гг.), легкой, пищевой промышленности и торговли (1975—1981 гг.), легкой промышленности и товаров народного потребления (1983—1988 гг.);
- торговли и бытового обслуживания населения (1982—1988 гг.);
- в 1948—1952 и 1975—1988 гг. работал отдел административных органов, в 1953—1974 гг. — отдел административных и торгово-финансовых органов;
- в 1943—1948, 1951—1956, 1965—1969 гг. сферу народного образования курировал отдел школ, в 1970—1988 гг. — отдел науки и учебных заведений. Весь остальной период эту работу вел отдел пропаганды и агитации;
- в 1980—1988 гг. в обкоме работал отдел культуры.

Финансово-хозяйственную деятельность обкома обеспечивали финансово-хозяйственный сектор, а с 1967 по 1988 гг. — отдел; в 1988—1991 гг. — управление делами.
Функции контрольного органа при обкоме партии исполняли:
- партийная коллегия (1947—1953 гг.);
- партийная комиссия (1953—1983 гг.);
- комиссия партийного контроля (1984—1990 гг.).

С 1937 по 1947 гг. и с ноября 1990 по август 1991 гг. самостоятельный контрольный орган, контрольная комиссия областной организации, непосредственно подчинялся КПК при ЦК ВКП(б), ЦКК КПСС.

## Перестройка партийных организаций по производственному принципу
В соответствии с запиской первого секретаря ЦК КПСС Н. С. Хрущёва, которая была разослана всем областным комитетам партии ещё до Пленума ЦК КПСС в ноябре 1962 года, а затем и в соответствии с принятым постановлением Пленума были проведены мероприятия по созданию в Читинской области двух самостоятельных партийных организаций.
Первая областная партийная организация объединила коммунистов, работающих в промышленности, строительстве, на транспорте, в учебных заведениях и научно-исследовательских институтах, проектных, конструкторских организациях и других учреждениях, обслуживающих промышленное производство и строительство.
Вторая областная партийная организация, объединила коммунистов, работающих в колхозах и совхозах, опытных станциях, сельскохозяйственных учебных заведениях, на предприятиях, перерабатывающих сельскохозяйственное сырьё, в заготовительных и других учреждениях и организациях, связанных с сельскохозяйственным производством.
Каждая из этих партийных организаций имела самостоятельный областной комитет партии. В областную партийную организацию по руководству промышленным производством перешло 25233 коммуниста, состоящих на учёте в 992 первичных партийных организациях. В партийную организацию по руководству сельским хозяйством перешло 14203 коммуниста, состоящих на учёте в 514 первичных партийных организациях.
В соответствии с этим делением областной партийной организации на две самостоятельные партийные организации было создано и два самостоятельных областных Совета депутатов трудящихся, с избранием ими двух исполкомов областного Совета депутатов трудящихся.
В сферу руководства промышленного обкома партии и облисполкома вошло 5 городов, 32 рабочих посёлка, 4 района города Читы, а также 19 сельских Советов, в расположении которых находились преимущественно горнорудные предприятия.
В сферу руководства сельского обкома партии и облисполкома отнесли 4 города районного подчинения, 8 рабочих посёлков и 10 производственных колхозно-совхозных управлений, на территории которых расположен Агинский национальный округ и 294 сельских Совета.

### Читинский промышленный областной комитет КПСС
Избран 16 января 1963 г. I областной конференцией промышленной партийной организации, подготовленной оргбюро промышленного обкома КПСС, утвержденного 10 декабря 1962 г. в соответствии с постановлением ноябрьского (1962 г.) Пленума ЦК КПСС о перестройке партийных организаций по производственному принципу.
Осуществлял партийное руководство промышленным производством и строительством в области. Объединял 2 горкома, 4 райкома г. Читы, 6 промышленно-производственных парткомов.
В структуру аппарата входили следующие отделы:
- партийных органов;
- идеологический;
- промышленно-транспортный;
- строительства и городского хозяйства;
- административных и торгово-финансовых органов;
- парткомиссия;
- особый сектор.

Прекратил деятельность в ноябре 1964 г. на основании постановления Пленума ЦК КПСС «Об объединении промышленных и сельских областных, краевых партийных организаций» от 16 ноября 1964 г.

### Читинский сельский областной комитет КПСС
Избран 19 января 1963 г. I областной конференцией сельской партийной организации, подготовленной оргбюро сельского обкома КПСС, утвержденного 10 декабря 1962 г. в соответствии с постановлением ноябрьского (1962 г.) Пленума ЦК КПСС о перестройке партийных организаций по производственному принципу.
Осуществлял партийное руководство сельскохозяйственным производством и строительством в области, подбором и расстановкой кадров. Объединял 10 сельских производственных райкомов и 9 парткомов производственных колхозно-совхозных управлений.
В структуру аппарата входили следующие отделы:
- партийных органов;
- идеологический;
- сельскохозяйственный;
- промышленности по переработке сельскохозяйственного сырья и торговли;
- особый сектор;
- финансово-хозяйственный сектор;
- парткомиссия.

Прекратил деятельность в ноябре 1964 г. на основании постановления Пленума ЦК КПСС «Об объединении промышленных и сельских областных, краевых партийных организаций» от 16 ноября 1964 г.
Разделение промышленных и сельских партийных организаций стало одной из причин отстранения Никиты Сергеевича Хрущёва от занимаемых должностей. В ноябре 1964 года в целях усиления руководящей роли КПСС и её местных органов в коммунистическом строительстве, более успешного решения задач хозяйственного и культурного развития каждой области, края и республики, в соответствии с постановлением Пленума ЦК КПСС от 16 ноября 1964 года «Об объединении промышленных и сельских областных, краевых партийных организаций», вернулись к принципу построения партийных организаций и их руководящих органов по территориально-производственному признаку. Были восстановлены единые областные, краевые парторганизации, объединяющие всех коммунистов областей и краёв, работающих как в промышленности, так и в сельскохозяйственном производстве. Партийные комитеты производственных колхозно-совхозных управлений были реорганизованы в районные комитеты КПСС, в которых было сосредоточено руководство всеми парторганизациями, в том числе промышленных предприятий и строек, находящихся на территории данного района.

## Деятельность в 1988—1991 годах
В 1988 г. по решению XIX Всесоюзной партконференции были ликвидированы отраслевые отделы, а вместо них образованы социально-экономический и государственно-правовой отделы, наряду с инструкторами в отделы введены должности ответорганизаторов и консультантов. При обкоме работали постоянно действующие курсы повышения квалификации.
Работа по приведению структуры обкома и его аппарата в соответствие с требованиями центральных органов партии была завершена к концу 1990 г. (решения XXV областной партконференции, I и II пленумов обкома). Инструментом связи с партийными организациями стали комиссии:
- организационно-партийной работы;
- идеологическая;
- по социально-экономической политике;
- по аграрной политике.

Организационно-методическое, информационно-аналитическое, консультативное обслуживание деятельности обкома в период его полномочий осуществлял подчиненный ему рабочий аппарат — отделы:
- организационный;
- идеологический;
- социально-экономический;
- аграрный;
- управления делами.

Работали информационно-аналитический и пресс-центры. В 1990 году был упразднен социально-экономический отдел, а на базе Дома политпросвещения был создан Общественно-политический центр, курсы повышения квалификации были преобразованы в Центр подготовки и переподготовки кадров.
1 ноября 1990 года Читинский обком КПСС был преобразован в Читинский областной комитет компартии РСФСР.
Читинский обком КП РСФСР был ликвидирован в августе 1991 года согласно Указу Президента РСФСР «О приостановлении деятельности Российской компартии».

## Первые секретари Читинского обкома
- с марта 1934 — декабрь 1934 — Голюдов, Семён Тимофеевич (с марта по 29 ноября 1934 — первый секретарь Организационного бюро Восточно-Сибирского краевого комитета ВКП(б) по Читинской области)
- 16 октября 1937 — сентябрь 1939 — Муругов, Иван Васильевич (с 16 октября 1937 по 10 июня 1938 года — первый секретарь Организационного бюро ЦК ВКП(б) по Читинской области)
- с сентября 1939 — декабрь 1948 — Кузнецов Иван Алексеевич
- с декабря 1948—1955 год — Воронов, Геннадий Иванович
- с 1955 года — 13 апреля 1961 — Козлов, Алексей Иванович
- 13 апреля 1961 — 16 января 1963 — Александр Иванович Смирнов
- 16 января 1963 — декабрь 1964 — Тартышев, Никифор Никифорович (промышленный обком)
- 19 января 1963 — декабрь 1964 — Александр Иванович Смирнов (сельский обком)
- декабрь 1964 — 11 июля 1973 — Александр Иванович Смирнов
- 11 июля 1973 — 2 сентября 1986 — Матафонов, Михаил Иванович
- 2 сентября 1986 — 2 ноября 1990 — Мальков, Николай Иванович
- 2 ноября 1990 — 23 августа 1991 — Мерзликин, Николай Владимирович

## Вторые секретари Читинского обкома
- 16 октября 1937 — Шутылёв, Михаил Ефимович (с 16 октября 1937- второй секретарь Организационного бюро ЦК ВКП(б) по Читинской области)
- 1943 — декабрь 1948 — Воронов, Геннадий Иванович
- 1950 — август 1953 — Козлов, Алексей Иванович
- август 1953 — апрель 1955 — Александр Иванович Смирнов
- в 1959 году — Пахомов, Семён Иосифович
- в 1961 году — Черепахин, Николай Савельевич
- в 1963—1964 годах существовали Читинские промышленный и сельский областные комитеты КПСС
- декабрь 1964 — 1971 — Тартышев, Никифор Никифорович
- 1971 — 11 июля 1973 — Матафонов, Михаил Иванович
- 11 июля 1973 — 1985 год — Носов, Николай Фёдорович
- в 1986 году — Ушаков, Василий Никитович
- 1990—1991 — Соснин, Владимир Борисович